# Troutville (Virginia)
Troutville è un comune degli Stati Uniti d'America, situato nello Stato della Virginia, nella Contea di Botetourt.